# Sander
Sander és un gènere de peixos pertanyent a la família dels pèrcids.

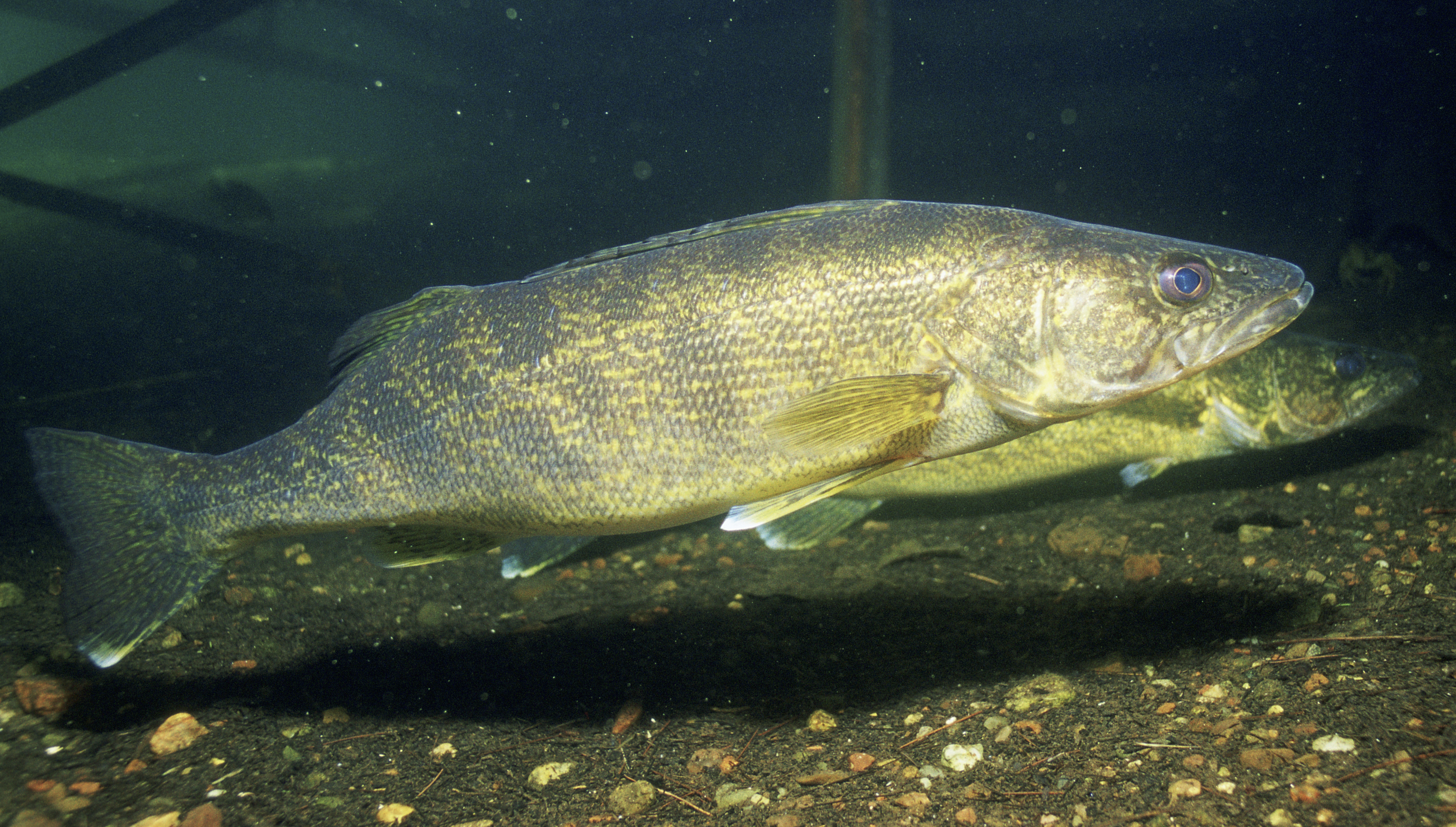
Sander vitreus

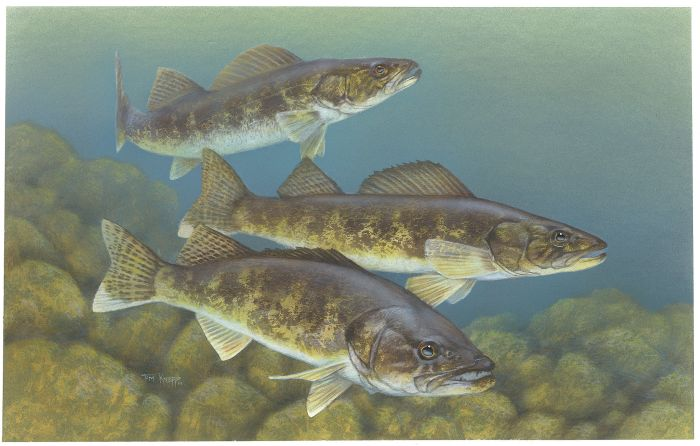
Sander vitreus

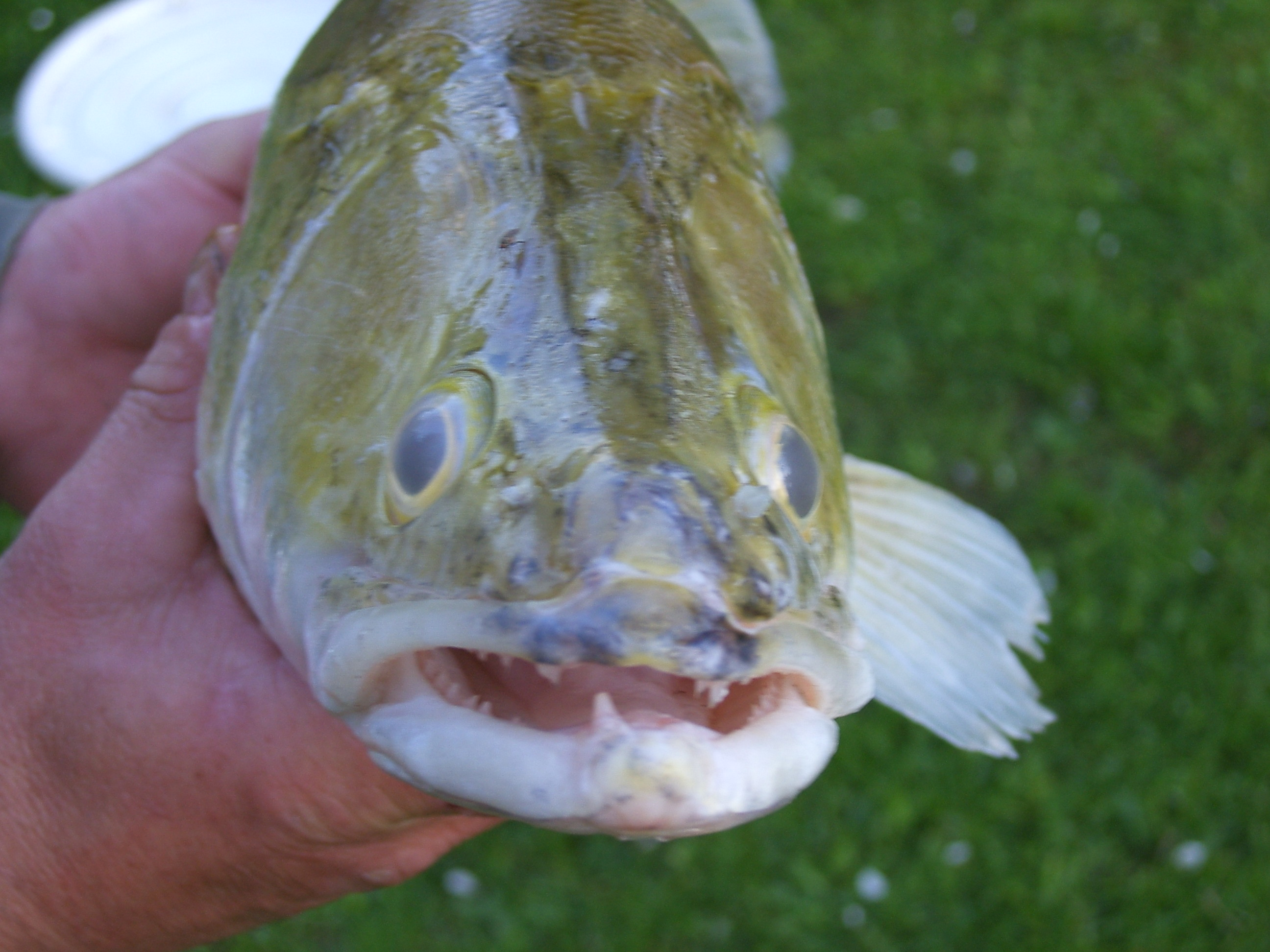
Lucioperca (Sander lucioperca)

## Etimologia
De l'alemany zander (nom comú de la lucioperca -Sander lucioperca-).

## Descripció
- Cos allargat amb el cap gros i el musell punxegut.
- Boca grossa amb dents canines i esmolades.
- Preopercle amb una vora posterior serrada.
- 43-48 vèrtebres.
- Dues aletes dorsals separades.
- La línia lateral s'estén fins a l'aleta caudal.
- Bufeta natatòria ben desenvolupada.
- Els radis de l'aleta anal estan feblement ossificats.[2]

## Distribució geogràfica
És un gènere molt present a les aigües temperades i fredes de l'hemisferi nord, el qual inclou tres espècies de distribució euroasiàtica i dues nord-americanes. El seu origen sembla ésser europeu, ja que hom creu que les dues espècies nord-americanes es van originar a partir d'un avantpassat emigrat des d'Europa durant l'Eocè.

## Observacions
Degut a la qualitat de la seua carn, aquests peixos sempre han format part de l'alimentació humana i, avui dia, són criats a moltes granges de l'Europa central i oriental. No obstant això, llur introducció en ecosistemes aliens (principalment, la lucioperca -Sander lucioperca-) ha provocat greus danys a les espècies nadiues, ja que són carnívors voraços.

## Taxonomia
- Sander canadensis (Griffith & Smith, 1834)[4]
- Lucioperca (Sander lucioperca) (Linnaeus, 1758)[5][6]
- Sander marinus (Cuvier, 1828)[7]
- Sander vitreus (Mitchill, 1818)[8]
- Sander volgensis (Gmelin, 1789)[9][10][11][12][13][14][15]